# Tuvia Bielski
Tuvia Bielski (8 de maio de 1906 – 12 de junho de 1987) foi o líder do grupo partisan judeu “Partisans Bielski”, que estavam situados no bosque Naliboki na Segunda República Polaca (atual Bielorrússia), durante a Segunda Guerra Mundial.

## Biografia
Tuvia Bielski cresceu na única família judia de Stankiewicz, uma pequena vila no leste da Polônia (atual Bielorrússia Ocidental) está localizada entre as cidades de Lida e Navahrudak, ambas abrigavam guetos judeus durante a Segunda Guerra Mundial.
Tuvia era o filho de David e Beila Bielski, que teve 12 filhos: 10 meninos e duas meninas. Tuvia era o terceiro mais velho. Seus irmãos Asael, Alexander ("Zus") e Aron mais tarde formaram o grupo “Partisans Bielski”.
Durante a Primeira Guerra Mundial, Tuvia serviu como um intérprete para o Exército Imperial Alemão, que ocupavam os territórios ocidentais do Império Russo. Já que era fluente em iídiche, ele aprendeu a falar a língua alemã com estes homens e lembrou por toda a sua vida.[carece de fontes?] Em 1927, ele foi recrutado para o Exército polonês, onde ele se tornou um cabo no 30º Batalhão de Infantaria.[carece de fontes?] Depois de completar o serviço militar, Tuvia voltou para casa. Em um esforço em acrescentar renda de sua família, ele alugou um moinho. Esta renda ainda era inadequada, por isso, em 1929, com 23 anos, ele se casou com uma mulher mais velha chamada Rifka que possuía uma loja e uma grande casa. O casal viveu nas proximidades de pequena cidade de Subotnik.
Durante a ocupação soviética em 1939, Tuvia temia ser preso pelo NKVD, devido à sua ocupação "capitalista burgues", por isso, ele se mudou para Lida. Antes deixar Subotnik ele pediu sua esposa, Rifka, para acompanhá-lo na mudança para Lida. Ela recusou.
No controle soviético de Lida, Tuvia conheceu e se apaixonou por outra mulher chamada Lilka. O caso de amor se tornou sério. No final de 1939, Tuvia se divorciou de sua esposa, Rifka e se casou com Lilka, embora eles ainda não fossem "oficialmente" casados devido às condições do tempo de guerra.

## Segunda Guerra Mundial
Quando a Operação Barbarossa eclodiu, Tuvia, Zus e Asael foram chamados pelo exército para lutar contra os ocupantes alemães. Tuvia recorda: "De repente, cerca de 50 aviões (Luftwaffe) sobrevoaram a cidade soltando bombas incendiárias. Em poucos minutos, todo estava em chamas. O comandante nos chamou, nos ordenou a deixar a cidade em chamas e reagrupar em uma floresta aproximadamente à 5 km de lá. Realizamos o seu comando, mas logo depois começamos nosso trabalho na floresta e outra onda de aviões sobrevoou a área e atacou. O comandante nos chamou e disse: 'Amigos, vocês estão por sua conta!'" Depois que as unidades se desfizeram, os irmãos Bielski fugiram para Stankiewicze, onde seus pais viviam. No início de julho de 1941, uma unidade do exército alemão chegou à Stankiewicze e os judeus residentes foram transferidos para um gueto em Nowogródek. Os quatro irmãos Bielski conseguiram fugir para a floresta vizinha. Seus pais, dois irmãos e outros membros da família, incluindo a mulher e os filhos de Tuvia e Zus, foram mortos no gueto em 8 de dezembro de 1941.
Tuvia Bielski liderou um grupo de partisans judeus que se escondiam na floresta. Embora sempre odiados pelos nazistas, o grupo Bielski continuou a crescer. Eles periodicamente invadiam os guetos para ajudar as pessoas a escapar. Eles viveram nas florestas por mais de dois anos, e em seu acampamento, eles construíram uma escola, um hospital, e uma creche. Como líder do Partisans Bielski, seu objetivo era não atacar ferrovias e estradas que os nazistas alemães estavam usando como rotas de abastecimento. Embora tenham feito alguns ataques deste tipo, a fim de salvar os judeus, que estavam sob perseguição durante o Holocausto. O Partisans Bielski, em última análise salvou a vida de mais de 1.200 judeus.
Em 1944, Asael Bielski foi recrutado para o Exército Soviético e morto em batalha.

## Pós-Guerra
Depois da guerra, Tuvia e Zus e suas esposas foram para Israel via Romênia, e, finalmente, emigraram para os Estados Unidos em 1956. Eles se juntaram com o irmão mais velho Walter, em Nova Iorque, para onde ele tinha ido antes da guerra. Tuvia e Zus fundaram uma pequena empresa de caminhões de transporte em Nova Iorque onde trabalharam por mais de 30 anos. Se casou com Lilka, outro fugitiva judaica; eles permaneceram casados durante o resto de suas vidas. Eles tiveram três filhos: Michael e Robert, e sua filha Ruth, e nove netos: três netos (Brendon, Jordan e Taylor) e seis netas (Sharon, Ariel, as gêmeas Talia e Vanessa e as gêmeas Tori e Sarah). Sharon (Rennert) fez um documentário sobre sua família chamado In Our Hands: The Legacy of the Bielski Partisans.
Quando Tuvia morreu em 1987, ele estava quase sem dinheiro. Ele foi inicialmente enterrado em Long Island; um ano após sua morte, seus restos mortais foram exumados e levados para Jerusalém, onde foi dado um funeral de Estado com honras militares em 1988. A sepultura exata é em Har Tamir, uma parte do Monte dos Descansos. A seguinte localização é em hebraico usando letras latinas: Gush taf-bet, Chelka daled, Shura 19, kever 11, traduzido em português: Bloco 402. Secção 4, fila 19, sepultura 11.

## Legado
Daniel Craig retratou Tuvia no filme Defiance (Brasil: Um Ato de Liberdade / Portugal: Resistentes) de 2008, que tem sido criticado na Polônia devido à sua omissão do suposto envolvimento do grupo Bielski em um massacre de civis poloneses realizado por partisans aliados dos soviéticos em Naliboki.  O massacre de Naliboki foi alvo de uma investigação oficial pelo Instituto Polonês da Comissão da Memória Nacional para o julgamento de crimes contra a nação polonesa. A investigação não encontrou nenhuma evidência conclusiva ligando o grupo Bielski ao crime. No entanto, o envolvimento do grupo de Bielski ainda é considerado como uma das possibilidades, no curso da investigação.